# Larve
Pour les articles homonymes, voir Larve (homonymie).

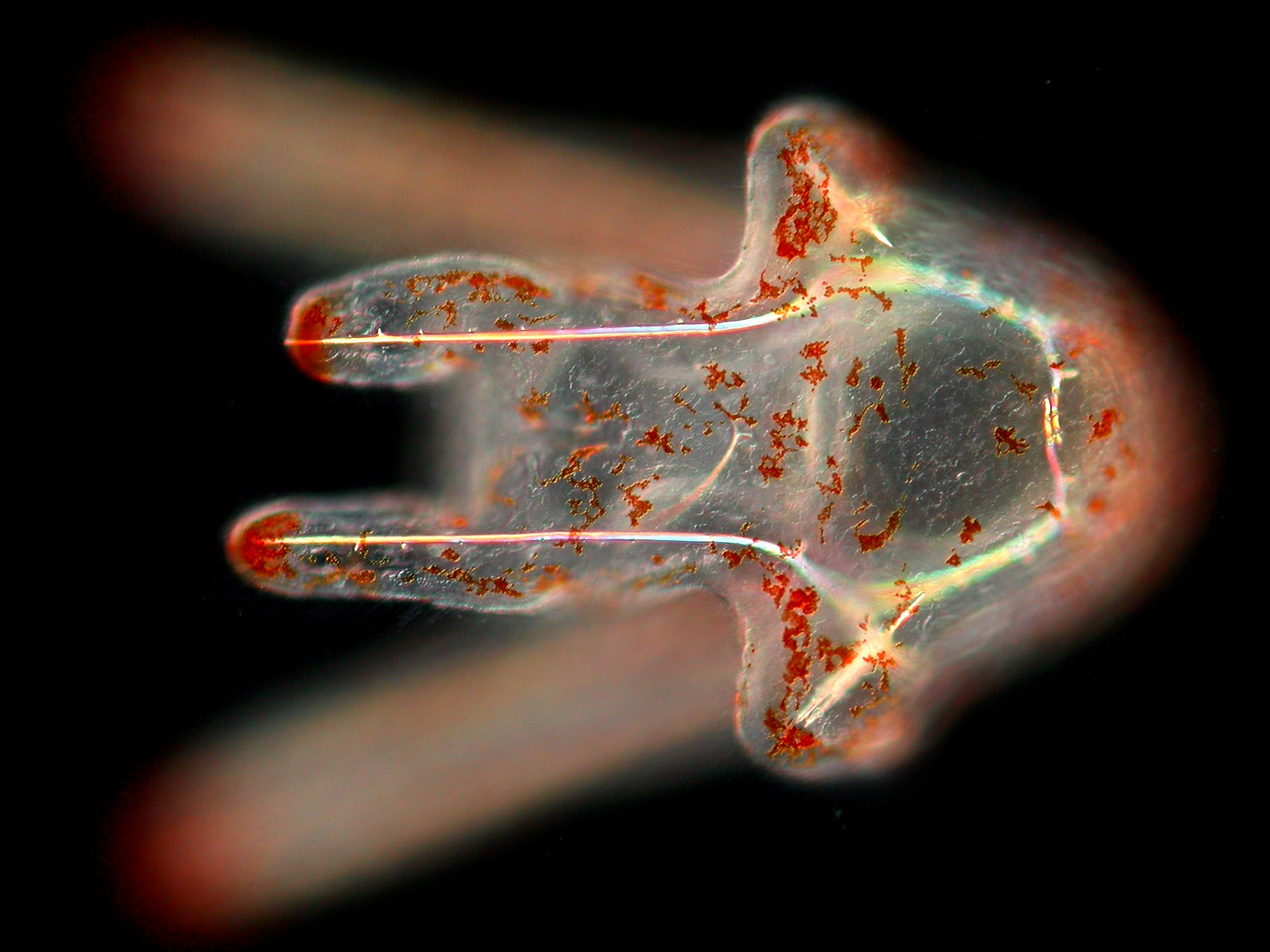
Larve nageuse de l'oursin Clypeaster subdepressus.

La larve est le premier stade de développement de l'individu après l'éclosion de l'œuf ou la naissance chez un grand nombre d'espèces animales ayant un développement post-embryonnaire appelé « indirect ». C'est le cas dans la plupart des embranchements, notamment chez les arthropodes (insectes, crustacés), les mollusques, les annélides et certains Chordés (urochordés, « poissons », amphibiens, marsupiaux).
Chez certaines espèces pondant de très nombreux œufs, la plupart des larves sont mangées par des prédateurs avant d'atteindre le stade adulte. Les larves peuvent être aquatiques ou terrestres (en surface ou souterraines). Elles ont presque toujours une forme et un mode de vie, voire un milieu de vie très différent de ceux de l'adulte. Certaines larves sont immobiles ou parasites, fixées sur un hôte. 
Elles se développent parfois en parasites au détriment d'autres êtres vivants, animaux ou plantes. Ce parasitisme, qui est à l'origine de certaines maladies humaines et animales, est mis à profit dans les méthodes de lutte biologique. 
Son corps est généralement mou, et parfois dépourvu des structures locomotrices de l'adulte (pattes, ailes). 
Chez les arthropodes, sa croissance passe par des mues successives.
Chez certaines espèces, il existe ainsi plusieurs stades larvaires successifs.
Elle peut connaître des périodes de vie ralentie, appelées diapauses qui lui permettent de résister à la mauvaise saison, à la sécheresse ou au froid.
La métamorphose transforme la larve en adulte reproducteur. Chez les insectes, un stade intermédiaire entre la larve et l'adulte peut être présent (on l'appelle souvent nymphe ou chrysalide chez les lépidoptères, nymphe chez les coléoptères, nymphe ou pupe chez les hyménoptères, pupe chez les diptères).

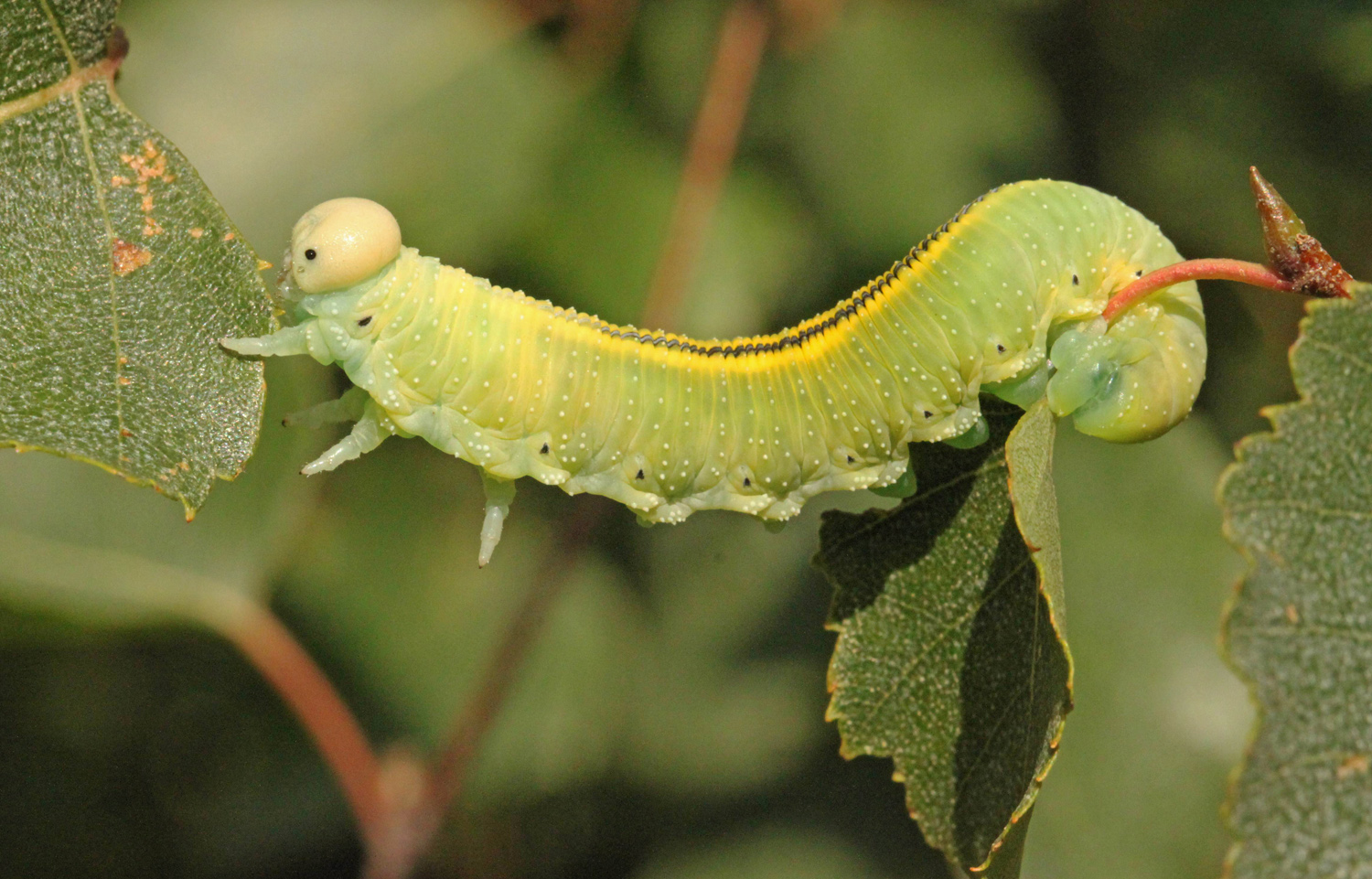
La larve de l'hyménoptère Cimbex femoratus ressemble à une chenille de papillon.

## Interactions avec les activités humaines
Chez les insectes ravageurs des plantes cultivées, c'est souvent la larve qui provoque le plus de dégâts, notamment la chenille des lépidoptères et la larve des charançons.
Une larve figure parmi les animaux domestiques : le ver à soie qui est la chenille du bombyx du mûrier, élevée pour son cocon d'où l'on tire la soie naturelle.
Plutôt que de chercher à maîtriser la délicate fécondation et ponte de certains poissons, les recherches démontrent l'efficacité de capturer des post-larves (ou PCC pour (en) Post-Larval Capture and Culture) pour les élever avec une nourriture plus facile à produire,.

### Cas
Certaines larves, nées trop tard en fin de la belle saison par exemple ne se transforment pas en adulte (ou imago) au moment normal, mais l'année suivante ou encore plus tard ; on les dits « néoténiques ».
L'axolotl est un cas particulier d'animal dont le développement s'interrompt au stade larvaire et qui peut donc se reproduire à l'état larvaire (néoténique). 

## Vocabulaire
Pour désigner le stade qui suit celui de larve, on parle parfois (chez les poissons et les crustacés, notamment) de stade « post-larvaire » et de « post-larve », mais le plus souvent revient le terme de juvénile.

## Quelques exemples de larves et leur dénomination

### Spongiaires
- amphiblastula

### Cnidaires
- planula

### Plathelminthes
- miracidium (larve nageuse), cercaire, rédie (formes de reproduction asexuée) des Digènes
- coracidium de certains Cestodes
- cysticerque (forme de reproduction asexuée) de certains Cestodes comme le Ténia
- oncomiracidium, larve nageuse des Monogènes

### Annélides
- trochophore

### Mollusques
- trochophore
- véligère

### Insectes
- asticot
- chenille
- pupe
- varron (larve de la mouche Hypoderma du bœuf)
- ver blanc (hanneton)
- ver gris (noctuelle)

### Poissons
- alevin (ou fretin, nourrain), terme général désignant les larves de poissons qui dépendent du sac vitellin pour leur nourriture.
- ammocète (lamproie)
- civelle (anguille)
- leptocéphale (anguille ou congre)

### Amphibiens
- têtard
- axolotl